# Campionati del mondo di atletica leggera 2022 - Getto del peso femminile
La gara del getto del peso femminile dei campionati del mondo di atletica leggera 2022 si è svolta tra il 15 e il 16 luglio all'Hayward Field di Eugene, negli Stati Uniti d'America.

## Podio
| Pos.    | Atleta           | Nazionalità | Misura  |
| ------- | ---------------- | ----------- | ------- |
| Oro     | Chase Ealey      | Stati Uniti | 20,49 m |
| Argento | Gong Lijiao      | Cina        | 20,39 m |
| Bronzo  | Jessica Schilder | Paesi Bassi | 19,77 m |

## Situazione pre-gara

### Record
Prima di questa competizione, il record del mondo (RM) e il record dei campionati (RC) erano i seguenti.
| Record                | Prestazione | Atleta                              | Data                                | Competizione  |
| --------------------- | ----------- | ----------------------------------- | ----------------------------------- | ------------- |
| Record mondiale       | 22,63 m     | Natalya Lisovskaya Unione Sovietica | 7 giugno 1987 Mosca, Russia         |               |
| Record dei campionati | 21,24 m     | Natalya Lisovskaya Unione Sovietica | 5 settembre 1987 Roma, Italia       | Mondiali 1987 |
| Record dei campionati | 21,24 m     | Valerie Adams Nuova Zelanda         | 29 agosto 2011 Taegu, Corea del Sud | Mondiali 2011 |

### Campioni in carica
I campioni in carica, a livello mondiale e olimpico, erano:
| Campione | Atleta           | Prestazione | Data                          | Competizione         |
| -------- | ---------------- | ----------- | ----------------------------- | -------------------- |
| Olimpico | Gong Lijiao Cina | 20,58 m     | 1 agosto 2021 Tokyo, Giappone | Giochi olimpici 2021 |
| Mondiale | Gong Lijiao Cina | 19,55 m     | 3 ottobre 2019 Doha, Qatar    | Mondiali 2019        |

### La stagione
Prima di questa gara, gli atleti con le migliori tre prestazioni dell'anno erano:
| Pos. | Atleta                  | Prestazione | Data                                         |
| ---- | ----------------------- | ----------- | -------------------------------------------- |
| 1    | Chase Ealey Stati Uniti | 20,51 m     | 26 giugno 2022 Eugene, Stati Uniti d'America |
| 2    | Song Jiayuan Cina       | 20,38 m     | 16 giugno 2022 Shanghai, Cina                |
| 3    | Sarah Mitton Canada     | 20,33 m     | 25 giugno 2022 Langley, Canada               |

## Risultati

### Qualificazione
Qualificazione: le atlete che raggiungono i 18,90 m (Q) o le migliori 12 misure (q).
| Pos. | Gruppo | Atleta              | Nazionalità       | 1ª prova | 2ª prova | 3ª prova | Misura | Note |
| ---- | ------ | ------------------- | ----------------- | -------- | -------- | -------- | ------ | ---- |
| 1    | B      | Gong Lijiao         | Cina              | 18,74    | 19,51    |          | 19,51  | Q    |
| 2    | B      | Sarah Mitton        | Canada            | 18,16    | 19,38    |          | 19,38  | Q    |
| 3    | A      | Auriol Dongmo       | Portogallo        | 19,38    |          |          | 19,38  | Q    |
| 4    | B      | Jessica Schilder    | Paesi Bassi       | 19,16    |          |          | 19,16  | Q    |
| 5    | B      | Danniel Thomas-Dodd | Giamaica          | 19,09    |          |          | 19,09  | Q    |
| 6    | A      | Song Jiayuan        | Cina              | 18,33    | 19,08    |          | 19,08  | Q    |
| 7    | B      | Jessica Woodard     | Stati Uniti       | 17,80    | 17,74    | 19,08    | 19,08  | Q    |
| 8    | A      | Maddison-Lee Wesche | Nuova Zelanda     | 18,64    | 18,60    | 18,96    | 18,96  | Q    |
| 9    | A      | Maggie Ewen         | Stati Uniti       | 17,14    | 17,58    | 18,96    | 18,96  | Q    |
| 10   | B      | Chase Ealey         | Stati Uniti       | 18,96    |          |          | 18,96  | Q    |
| 11   | A      | Fanny Roos          | Svezia            | 18,53    | 18,72    | 18,41    | 18,72  | q    |
| 12   | B      | Axelina Johansson   | Svezia            | 17,47    | 18,57    | 18,50    | 18,57  | q    |
| 13   | B      | Katharina Maisch    | Germania          | 17,84    | x        | 18,57    | 18,57  |      |
| 14   | A      | Adelaide Aquilla    | Stati Uniti       | x        | 18,18    | 18,33    | 18,33  |      |
| 15   | A      | Julia Ritter        | Germania          | 18,22    | x        | x        | 18,22  |      |
| 16   | A      | Jorinde van Klinken | Paesi Bassi       | 18,02    | 18,19    | x        | 18,19  |      |
| 17   | B      | Jessica Inchude     | Portogallo        | 17,39    | 17,65    | 18,01    | 18,01  |      |
| 18   | A      | Lloydricia Cameron  | Giamaica          | 17,65    | x        | x        | 17,65  |      |
| 19   | A      | Zhang Linru         | Cina              | 16,73    | x        | 17,54    | 17,54  |      |
| 20   | A      | Benthe König        | Paesi Bassi       | 17,30    | 17,25    | 17,51    | 17,51  |      |
| 21   | B      | María Belén Toimil  | Spagna            | x        | 16,75    | 17,48    | 17,48  |      |
| 22   | A      | Amelia Strickler    | Regno Unito       | 16,16    | 16,31    | 17,40    | 17,40  |      |
| 23   | B      | Sophie McKinna      | Regno Unito       | 17,21    | 16,77    | 17,13    | 17,21  |      |
| 24   | A      | Dimitriana Bezede   | Moldavia          | x        | 16,99    | x        | 16,99  |      |
| 25   | B      | Portious Warren     | Trinidad e Tobago | x        | x        | 16,65    | 16,65  |      |
| 26   | B      | Ana Caroline Silva  | Brasile           | x        | 16,58    | x        | 16,58  |      |
| 27   | B      | Ivana Gallardo      | Cile              | 15,64    | 16,20    | 15,36    | 16,20  |      |
| 28   | A      | Livia Avancini      | Brasile           | 15,87    | 16,01    | 16,13    | 16,13  |      |
| 29   | B      | Ischke Senekal      | Sudafrica         | x        | x        | 15,40    | 15,40  |      |

### Finale
| Pos.    | Atleta              | Nazionalità   | 1ª prova | 2ª prova | 3ª prova | 4ª prova | 5ª prova | 6ª prova | Misura | Note                                     |
| ------- | ------------------- | ------------- | -------- | -------- | -------- | -------- | -------- | -------- | ------ | ---------------------------------------- |
| Oro     | Chase Ealey         | Stati Uniti   | 20,49    | 19,82    | x        | 20,07    | 19,65    | x        | 20,49  |                                          |
| Argento | Gong Lijiao         | Cina          | 19,58    | 19,84    | 20,23    | 20,08    | 20,39    | 19,89    | 20,39  | Miglior prestazione personale stagionale |
| Bronzo  | Jessica Schilder    | Paesi Bassi   | x        | 19,77    | x        | 19,53    | 19,77    | x        | 19,77  | Record nazionale                         |
| 4       | Sarah Mitton        | Canada        | 18,78    | 19,18    | 19,04    | x        | 19,06    | 19,77    | 19,77  |                                          |
| 5       | Auriol Dongmo       | Portogallo    | 19,44    | 19,62    | 19,38    | x        | 19,39    | 19,54    | 19,62  |                                          |
| 6       | Song Jiayuan        | Cina          | 19,21    | 19,06    | x        | 19,49    | 19,57    | x        | 19,57  |                                          |
| 7       | Maddison-Lee Wesche | Nuova Zelanda | 18,32    | 19,09    | 18,56    | 18,81    | 18,36    | 19,50    | 19,50  | Miglior prestazione personale            |
| 8       | Jessica Woodard     | Stati Uniti   | x        | x        | 18,67    | x        | 18,63    | x        | 18,67  |                                          |
| 9       | Maggie Ewen         | Stati Uniti   | 18,08    | 18,26    | 18,64    |          |          |          | 18,64  |                                          |
| 10      | Danniel Thomas-Dodd | Giamaica      | x        | 18,29    | x        |          |          |          | 18,29  |                                          |
| 11      | Fanny Roos          | Svezia        | 18,27    | 18,22    | x        |          |          |          | 18,27  |                                          |
| 12      | Axelina Johansson   | Svezia        | 17,21    | 17,60    | 17,25    |          |          |          | 17,60  |                                          |